# Sony Music Direct
Sony Music Direct股份有限公司，是日本索尼音乐娱乐旗下的一家唱片公司。

## 概要
该公司从1996年Sony Family Club股份有限公司的事业分割活动中独立出来。
该公司主要利用索尼音乐娱乐所有的音乐资源，对一些老旧唱片进行复刻出版，或出版一些跨商标的合辑。
2022年4月1日，部分业务由Sony Music Marketing United继承，公司本身解散并与Sony Music Labels合并。 同时，音乐厂牌业务转移至公司内部公司厂牌。

## 历史
- 1996年2月16日 - 成立“索尼音乐之家有限公司”。 当时的总公司位于东京千代田区九段北4-1-7。
- 2001年7月9日 - 总公司搬迁至现址。
- 2003年4月1日 - 公司名称更改为“Sony Music Direct Co., Ltd.”。
- 2004年1月30日 - 开始工厂定制业务。
- 2005年4月1日 - 将发行业务“bitmusic”（后来的Mora）转让给Sony Music Network。
- 2009年5月1日 - “索尼音乐商店”转移至索尼音乐发行。
- 2011年4月1日 - 从Sony Music Records收购enka部门的空调室[1]。
- 2019年4月1日 - 销售代理（不包括音乐发行）从 Sony Music Marketing（目前为 Sony Music Marketing United）转移至 Sony Music Solutions。
- 2022年4月1日 - “营销集团”和“总体策划集团”的业务将通过吸收式公司分割由Sony Music Marketing United继承，公司本身将成为[ [索尼音乐营销联合]].·音乐唱片公司]索尼音乐娱乐公司）]</ref>。 同时，音乐厂牌业务转移至索尼音乐厂牌旗下。